# Каррашсалан, Мариу
Мариу Виегаш Каррашсалан (порт. Mário Viegas Carrascalão; 12 мая 1937, Уату Хако, Баукау, Португальский Тимор — 19 мая 2017, Дили, Восточный Тимор) — восточнотиморский политик, индонезийский политик и дипломат, один из основателей Тиморского демократического союза и Социал-демократической партии Восточного Тимора. Выступал за федерацию Восточного Тимора с Португалией. Поддержал индонезийскую оккупацию, чтобы предотвратить приход к власти марксистского ФРЕТИЛИН. Был третьим индонезийским губернатором Восточного Тимора, послом Индонезии в Румынии, советником президента Хабиби. Вице-премьер в правительстве независимого Тимор-Леште.

## Происхождение
Родился в семье португальского анархо-синдикалиста Мануэла Каррашсалана. В 1927 году Каррашсалан-старший был сослан в Португальский Тимор за участие в террористическом подполье. Женился на представительнице традиционной аристократии, занялся агробизнесом. Во время японского вторжения 1942 сохранил верность Португалии, за что после войны был отмечен Салазаром и получил во владение кофейную плантацию.
Мариу Каррашсалан был пятым по возрасту в семье из четырнадцати детей. Начальную школу в Дили окончил за один год. Продолжал учиться в Лиссабоне. Получил высшее агрономическое образование, написал первую научную работу о португальской сосне. Играл в футбол за команду Бенфика.
Вернувшись в Восточный Тимор, Мариу Каррашсалан поступил на службу в ведомство лесного хозяйства, возглавлял департамент колониальной администрации. Был председателем местного отделения Национального союза. Придерживался правоцентристских политических взглядов, выступал за единство Восточного Тимора с Португалией.

## В руководстве УДТ
После Революции гвоздик 25 апреля 1974 года новые власти Португалии начали процесс предоставления независимости португальским колониям. Деколонизация коснулась и Восточного Тимора. Наибольшей поддержкой населения пользовалось леворадикальное марксистское движение ФРЕТИЛИН, выступавшее за ускоренное обретение независимости. Антикоммунист Мариу Каррашсалан был решительным противником такой перспективы.
11 мая 1974 Мариу Каррашсалан вместе с братьями Мануэлом и Жуаном инициировал создание партии Тиморский демократический союз (УДТ). Мариу Каррашсалан должен был стать первым председателем УДТ. Этому воспрепятствовали революционно настроенные португальские военные, посчитавшие его лояльным к свергнутому режиму. Председательский пост занял Франсишку Шавьер Лопеш да Круш.
Программа УДТ была ориентирована на федерацию Португалии и Восточного Тимора. Такая позиция должна была гарантировать и от установления прокоммунистического режима ФРЕТИЛИН, и от индонезийской аннексии.

Для меня было очевидно, что при доходе в 40 долларов на душу населения Восточный Тимор не может быть предоставлен самому себе.

Мариу Каррашсалан

Однако быстрота и необратимость ухода португальцев вынудила искать иные пути. УДТ согласился с планом независимости и вступил в коалицию с ФРЕТИЛИН. Однако Мариу Каррашсалан ещё рассчитывал максимально растянуть переходный период.
В августе 1975 коалиция разрушилась: между УДТ и ФРЕТИЛИН произошло вооружённое столкновение. Победу одержал ФРЕТИЛИН. Мариу Каррашсалан вынужден был бежать в Индонезию. В событиях 1975—1976 — подписании представителями УДТ и АПОДЕТИ Декларации Балибо, вторжении индонезийских войск в Восточный Тимор, установлении индонезийского оккупационного режима, провозглашении Восточного Тимора 27-й провинцией Индонезии — активного участия Мариу Каррашсалан не принимал. Позицию УДТ определял Лопеш да Круш.

## Губернатор при оккупации
Мариу Каррашсалан перебрался в Джакарту, вступил в Голкар, поступил на службу в Министерство иностранных дел Индонезии. В 1977—1981 состоял в индонезийской делегации в ООН.
В 1983 Мариу Каррашсалан был назначен губернатором Восточного Тимора. На губернаторском посту Каррашсалан старался смягчать оккупационную политику. Он сумел добиться гарантий права собственности для восточнотиморских землевладельцев (ранее все крупные плантации находились под управлением индонезийских военных), протестовал против репрессий (особенно резни на кладбище Санта-Круш в 1991), налаживал диалог с ФРЕТИЛИН. Дважды Мариу Каррашсалан встречался с Шанана Гусман.

Я должен был казаться нейтральным, иначе индонезийцы убрали бы меня. Многие считали меня изменником, сообщником Сухарто. Но я думал о будущем. Мир не мог больше игнорировать то, что происходило на Тиморе. Я попросил Сухарто открыть Тимор миру. И делал всё ради того, чтобы спасти и помочь.

Мариу Каррашсалан

Однако усилия губернатора Каррашсалана по мирному посредничеству оказались сорваны из-за очередной вспышки насилия между партизанами ФРЕТИЛИН и индонезийскими войсками. В 1992 он был отстранён от губернаторской должности. С 1993 по 1997 Мариу Каррашсалан — посол Индонезии в Румынии.
После вынужденной отставки Сухарто в 1998 Мариу Каррашсалан стал советником нового президента Индонезии Хабиби.

## Политик при независимости

### Парламентарий
В 1999 году, в условиях острого кризиса и массового насилия, состоялся референдум по самоопределению Восточного Тимора. Большинство избирателей высказались за независимость. В новых условиях Мариу Каррашсалан поддерживал эту позицию, был вице-председателем Национального совета сопротивления — коалиции политических сил, выступавших за независимость. 20 мая 2002 Демократическая Республика Восточный Тимор стала независимым государством. По результатам парламентских выборов 2001 правительство сформировала партия ФРЕТИЛИН, перешедшая на позиции левой социал-демократии.
Мариу Каррашсалан негативно оценивал приход к власти ФРЕТИЛИН. Он считал, что победа левой партии исключает приток иностранных инвестиций. Каррашсалан критиковал также авторитарные тенденции ФРЕТИЛИН.
Он был избран в парламент Восточного Тимора. Ранее, в 2000 вышел из УДТ и основал новую Социал-демократическую партию. Этот политический проект был ориентирован на альянс с Шанана Гусман, первым президентом независимого Тимор-Леште, давним политическим партнёром Каррашсалана. В парламенте Мариу Каррашсалан состоял в комиссии по сельскому хозяйству, рыболовству и лесопользованию. Представлял правое крыло восточнотиморской социал-демократии.
В 2006 была издана книга Мариу Каррашсалана Timor Antes do Futuro — политическая автобиография, в которой подробно рассказывалось о политическом положении Восточного Тимора под индонезийской оккупацией (в частности, о роли Прабово Субианто в политических репрессиях).

### Вице-премьер
В 2009 Шанана Гусман — к тому времени премьер-министр Восточного Тимора — назначил Мариу Каррашсалана вице-премьером в своём правительстве. На этом посту Каррашсалан курировал борьбу с коррупцией. Уже в следующем году он со скандалом ушёл в отставку после того, как Гусман публично обвинил его во «лжи и глупости». Нападки на себя Каррашсалан объяснил контратакой со стороны правительственной коррупции.
В поддержку Каррашсалана высказался католический епископ Карлуш Белу (во времена индонезийской оккупации они были непримиримыми противниками). Епископ особо отметил чистоту репутации Каррашсалана, его упорство в борьбе с коррупцией, неэтичность оскорбительных высказываний в его адрес.

## Награда и кончина
18 мая 2017 года президент Восточного Тимора Таур Матан Руак присвоил Мариу Каррашсалану высшую государственную награду — орден Тимор-Леште. На следующий день Мариу Каррашсалан попал в ДТП, врезавшись на машину в столб. В тот же день он скончался в больнице от сердечного приступа.
Официальные соболезнования от имени правительства выразил премьер-министр Восточного Тимора Руй Мария де Араужу. Государственный министр Агиу Перейра назвал Мариу Каррашсалана «энергичным и прагматичным лидером, приверженным служению нации». Образ Мариу Каррашсалана пользуется в восточнотиморском обществе большим уважением, считается символом национального примирения.

## Семья
Мариу Каррашсалан был женат, имел сына и дочь. Педру Каррашсалан известен как предприниматель-нефтяник, Соня Каррашсалан — как актриса мыльных опер. Жена Педру Каррашсалана — известная актриса, певица и модель Сара Азхари.
Братья Мариу Каррашсалана — Мануэл-младший и Жуан — также были крупными политиками Восточного Тимора. Они прошли примерно тот же путь: от ориентации на Португалию через поддержку индонезийской оккупации к отстаиванию независимости Тимор-Леште. Жуан Каррашсалан возглавлял УДТ, был министром инфраструктуры и послом в Южной Корее. Мануэл Каррашсалан столь активно выступал за независимость, что в апреле 1999 года его дом подвергся атаке ультраправых проиндонезийских боевиков Aitarak, убивших 12 человек, включая его 17-летнего сына Манэлито.